# Grégoire Colin
Grégoire Colin (geboren am 27. Juli 1975 in Châtenay-Malabry in der Île-de-France) ist ein französischer Filmschauspieler.

## Leben
Colin wurde als Sohn des Schauspielerehepaars Lucrèce Lachenardière und Christian Colin geboren. Er ist Autodidakt und spielte schon als Kind Theater. 1988 war er in der Tragödie Hekabe von Euripides unter der Regie von Bernard Sobel am Théâtre de Gennevilliers zu sehen, an der Seite seines Vaters und von Maria Casarès.
Sein Filmdebüt gab er 1990 in Das Jahr des Erwachens. 1993 wurde er für seine Rolle in Olivier, Olivier (Regie: Agnieszka Holland) als bester Nachwuchsdarsteller für einen César nominiert. In neun Filmen von Claire Denis wurde er in tragenden Rollen besetzt. Er bezeichnet seine erste Begegnung mit Denis im Jahr 1994 als Wendepunkt auf dem Weg zum Erfolg. Im Jahr 1996 wurde Colin beim Filmfestival von Locarno für seine Rolle in Denis’ Nénette und Boni mit dem Spezialpreis ausgezeichnet; der Film erhielt außerdem den Goldenen Leoparden als bester Film.
Häufig spielt Colin ambivalente Charaktere; seit 2005 erscheint er öfters auch in Filmen des Mainstream-Kinos.

## Filmografie (Auswahl)
- 1990: Das Jahr des Erwachens (L’année de l’éveil)
- 1990: Le silence d’ailleurs
- 1992: Olivier (Olivier, Olivier) – Regie: Agnieszka Holland
- 1993: Hallo, wir leben noch (Roulez jeunesse)
- 1994: Die Detektivin (Pas très catholique) – Regie: Tonie Marshall
- 1994: US Go Home – Regie: Claire Denis
- 1994: Die Bartholomäusnacht (La reine Margot) – Regie: Patrice Chéreau
- 1994: Vor dem Regen (Pred doždot) – Regie: Milčo Mančevski
- 1995: Fiesta – Regie: Pierre Boutron
- 1995: A propos de Nice – Wie es weiterging (À propos de Nice, la suite) – Regie: Claire Denis
- 1996: Nénette und Boni (Nénette et Boni)
- 1997: Nel profondo paese straniero – Regie: Fabio Carpi
- 1998: Liebe das Leben (La Vie rêvée des anges) – Regie: Erick Zonca
- 1998: Geheimsache (Secret défense) – Regie: Jacques Rivette
- 1999: Tropenkoller (Coup de lune) – Regie: Eduardo Mignogna
- 1999: Der Fremdenlegionär (Beau travail) – Regie: Claire Denis
- 2000: Sade – Regie: Benoît Jacquot
- 2002: La guerre à Paris – Regie: Yolande Zauberman
- 2002: Sex Is Comedy – Regie: Catherine Breillat
- 2002: Vendredi soir – Regie: Claire Denis
- 2003: Snowboarder – Regie: Olias Barco
- 2004: Der Feind in meinem Herzen (L’intrus) – Regie: Claire Denis
- 2005: Le domaine perdu – Regie: Raúl Ruiz
- 2005: Süße Milch (La ravisseuse) – Regie: Antoine Santana
- 2006: L’éclaireur – Regie: Djibril Glissant
- 2006: Exes – Regie: Martin Cognito
- 2007: Voleurs de chevaux – Regie: Micha Wald
- 2008: Le tueur – Regie: Cédric Anger
- 2008: 35 Rum (35 rhums) – Regie: Claire Denis
- 2008: Nanayomachi – Regie: Naomi Kawase
- 2009: L’apparition de la Joconde – Regie: François Lunel
- 2012: Augustine – Regie: Alice Winocour
- 2013: Les Salauds – Dreckskerle (Les salauds) – Regie: Claire Denis
- 2013: Opium – Regie: Arielle Dombasle
- 2013: Je m’appelle Hmmm … – Regie: Agnès B.
- 2019: Vom Gießen des Zitronenbaums (It Must Be Heaven)
- 2019: Camille – Regie: Boris Lojkine
- 2021: Lupin (Fernsehserie)
- 2021: Kein Lebenszeichen (Disparu à jamais, Fernsehserie)
- 2021: You Resemble Me – Regie: Dina Amer
- 2022: About Sasha (Chair tendre)
- 2022: Mit Liebe und Entschlossenheit (Avec amour et acharnement)
- 2024: La mer au loin
- 2025: MobLand – Familie bis aufs Blut (MobLand, Fernsehserie)